# Герб Рудок
Герб Ру́док — символ міста Рудок. Затверджений 26 грудня 2003 року рішенням сесії міської ради. 
Автор проєкту — А. Гречило.

## Опис
У синьому полі срібна вежа ратуші з золотими дашками та куполом. 
Щит обрамований декоративним картушем та увінчаний срібною міською короною.

## Історія
Зображення вежі фігурує на печатках міста з ХІХ ст. На початку ХХ ст. це зображення нагадувало дзвіницю костела. Для сучасного герба збережено давній символ, інтерпретуючи його як стилізоване зображення вежі сучасної будівлі міської ради.